# TNEF
Transport Neutral Encapsulation Format (TNEF) ist die Bezeichnung für ein proprietäres, von der Firma Microsoft in deren E-Mail-Programm Microsoft Outlook und in Exchange implementiertes Datei-Format für Dateianhänge in E-Mails. Es enthält sowohl „beschreibende Strukturen“ als auch den eigentlichen Anhang, eingebettet in die E-Mail. Dateianhänge in diesem Format erhalten häufig automatisch den Dateinamen winmail.dat oder win.dat.

## Eigenarten und Probleme
Da es sich um ein proprietäres Format handelt, können andere E-Mail-Programme als Outlook das Format in der Regel nicht verstehen. Auch in der automatischen Verarbeitung von E-Mails ist die Wahrscheinlichkeit groß, dass Probleme mit entsprechend codierten Mail-Anhängen auftreten. Da hier meist keine Endbenutzeranwendungen, sondern Module für die jeweiligen Programmiersprachen verwendet werden, kommt es oft vor, dass ein „Entpacken“ von TNEF-Anhängen schlichtweg übersehen wird.
Es kann vorkommen, dass jemand einen solchen Anhang als Datei erneut mit einem anderen Mailprogramm verschickt oder weiterleitet (möglicherweise auch unter einem anderen Dateinamen als dem Standardnamen winmail.dat), so dass der Empfänger zunächst nicht unbedingt erkennt, dass es sich um ein solches Format handelt.
TNEF verletzt die Konvention, dass „beschreibende Strukturen“ nicht in das Element gehören, das sie beschreiben. Für die Elemente, die innerhalb von E-Mails vorkommen können (sollen), gibt es bereits klar definierte Strukturen, damit gerade der Effekt vermieden wird, dass man bestimmte proprietäre Software braucht, um an den Inhalt der Mail oder beigefügte Dateien zu gelangen.
Es gibt Software von Drittanbietern, die das Öffnen des proprietären Anhangs ermöglichen. Outlook lässt sich so konfigurieren, dass es E-Mails ohne TNEF verschickt.